# Kurlandlommens Museum
Kurlandlommens Museum (lettisk: Kurzemes cietokšņa muzejs; bogstavligt Kurzemefæstningens Museum) er et museum for militærhistorie i  Zantes pagasts i  Kandavas novads i det vestlige Letland.
Museet, hvis bagmand og leder er Ilgvars Brucis, påbegyndte sit arbejde i 1996. I september 2008 deltog museet i de europæiske kulturarvsdage. Mueets udstilling omfatter mere end 8.000 objekter, blandt andet håndvåben, militære uniformer, militær isenkram o.lign. Museet er hovedsagelig tiltænkt militærhistorie, især vedrørende Kurlandlommen, men museet består også af eksponater omhandlende mellemkrigstidens Letland. Museet har arrangeret adskillige begivenheder dedikeret historie og dets udbredelse.